# 1997 في تركيا
فيما يلي قوائم الأحداث التي وقعت خلال عام 1997 في تركيا.

## سياسة

### تعيين في المنصب
- 30 يونيو – بولنت أجاويد نائب رئيس وزراء تركيا.
- 30 يونيو – مسعود يلماز رئيس وزراء تركيا.

### انتهاء فترة المنصب
- 30 يونيو – إسماعيل كهرمان وزير الثقافة.
- 30 يونيو – تانسو تشيلر نائب رئيس وزراء تركيا.

## مواليد

### فبراير
- 5 فبراير – باتوهان قراجاقايا ممثل تركي.

### مايو
- 10 مايو – أنس أونال لاعب كرة قدم تركي.

### يوليو
- 14 يوليو – جنكيز أوندر لاعب كرة قدم تركي.
- 24 يوليو – فوركان كوركماز لاعب كرة سلة تركي.

## وفيات

### مايو
- 16 مايو – أوندر سومر (مواليد 1937) ممثل تركي.

### يوليو
- 6 يوليو – كبرئيل أسعد (مواليد 1907) ملحن سويدي.